# Loma la Paz
Loma la Paz är en ort i Mexiko.   Den ligger i kommunen Ciudad Apodaca och delstaten Nuevo León, i den centrala delen av landet, 700 km norr om huvudstaden Mexico City. Loma la Paz ligger 402 meter över havet och antalet invånare är 5 629.
Terrängen runt Loma la Paz är platt. Runt Loma la Paz är det tätbefolkat, med 343 invånare per kvadratkilometer. Närmaste större samhälle är Monterrey, 18,8 km väster om Loma la Paz. Trakten runt Loma la Paz består i huvudsak av gräsmarker.